# 大垣市立東中学校
大垣市立東中学校（おおがきしりつ ひがしちゅうがっこう）は、岐阜県大垣市三塚町にある市立中学校。
大垣市立東小学校と道路を隔てて隣接しており、大垣市の「小中一貫した教育課程」の研究校の指定を受け、小中一貫教育が行われている。

## 沿革
- 1947年 - 大垣市立東中学校として開校。東小学校、安井小学校が校区であった。
- 1948年 - 大垣市立興文中学校と統合、大垣市立東興文中学校に改称する。
- 1949年 - 大垣市立東興文中学校が分離し、大垣市立東中学校と大垣市立興文中学校となる。このさい校区が変更され、安井小学校の校区の一部は、大垣市立南中学校の校区となる。
- 1950年 - 校歌制定。
- 1952年
  - 1月 - 現在地（当時は安八郡三城村）に校舎（鉄筋コンクリート造）が完成し、移転。校舎は文部省の指定を受け、この地方最初の鉄筋コンクリート造りのモデルスクールとして建設された。
  - 4月 - 三和中学校[1]が編入され、小野小学校が校区の一部となる。
- 1952年6月1日 - 安八郡三城村が大垣市に編入され、敷地は大垣市となる。
- 1967年 - 大垣市立江並中学校[2]開校に伴い、校区の一部[3]が変更される。
- 1982年 - 大垣市立星和中学校開校により、校区の一部[4]が変更される。
- 2003年 - 大垣市より「小中一貫した教育課程」の研究校の指定を受ける。以後、研究発表会、中間まとめの会を行っている。
- 2007年 - 開校60周年記念として、オリジナル合唱曲「鼓動」作成。
- 2015年（平成27年） - 新校舎が完成する。

## 部活動
- 野球部（男子）
- ソフトボール部（女子）
- ハンドボール部
- サッカー部（男子）
- バレーボール部（女子）
- ソフトテニス部
- 陸上競技部
- バスケットボール部
- バドミントン部
- 柔道部
- 剣道部
- 卓球部
- 吹奏楽部
- 合唱部
- 美術部
- パソコン部

## 通学区域[5]
東中学校、南中学校、江並中学校の一部の通学区域は特別区域に指定されている。希望があればこれらの中学校から選択が可能である。
- 東外側町1丁目
- 栗屋町
- 歩行町1丁目、2丁目
- 高橋町1丁目、2丁目、3丁目、4丁目、5丁目
- 代官町
- 新地町
- 東長町
- 清水町
- 中町
- 魚屋町
- 伝馬町
- 本町1丁目、2丁目
- 岐阜町
- 高屋町1丁目、2丁目、3丁目、4丁目
- 錦町
- 藤江町1丁目、2丁目、3丁目、4丁目、5丁目、6丁目、7丁目
- 南高橋町1丁目
- 旭町1丁目、2丁目、3丁目、4丁目、5丁目、6丁目、7丁目、8丁目
- 千鳥町1丁目、2丁目、3丁目、4丁目
- 橘町1丁目、2丁目、3丁目、4丁目
- 鹿島町1丁目、2丁目、3丁目、4丁目、5丁目
- 住吉町1丁目、2丁目、3丁目、4丁目、5丁目
- 早苗町1丁目、2丁目、3丁目、4丁目、5丁目
- 貝曽根町（153、154、155の1から155の5、156の1から156の3、157、158の1から158の3、159から161、162の1、162の2、163の1から163の3、164の1、164の2、165から168、169の1から169の3、170から172、173の1、174の1から174の4、175の1及び175の2）
- 緑園
- 今宿1丁目、2丁目、3丁目、4丁目、5丁目、6丁目
- 鶴見町
- 三塚町
- 加賀野1丁目、2丁目、3丁目、4丁目、5丁目
- 小野1丁目、2丁目、3丁目、4丁目
- 東町1丁目、2丁目、3丁目、4丁目
- 波須1丁目、2丁目、3丁目
- 万石1丁目、2丁目、3丁目
- 三本木1丁目、2丁目、3丁目、4丁目
- 大村1丁目、2丁目
- 上面1丁目、2丁目、3丁目、4丁目
- 中ノ江1丁目、2丁目、3丁目

### 特別区域
- 本来は東中学校の通学区域だが、南中学校、江並中学校への選択も可能な区域
  - 二葉町3丁目（5から15）、4丁目、5丁目、6丁目、7丁目、8丁目
  - 羽衣町3丁目（4から14）、4丁目、5丁目、6丁目、7丁目、8丁目
  - 恵比寿町3丁目（3から11、16）
  - 恵比寿町北4丁目、5丁目、6丁目、7丁目、8丁目
  - 恵比寿町南4丁目、5丁目、6丁目、7丁目、8丁目
  - 花園町3丁目（4から9）、4丁目、5丁目、6丁目、7丁目、8丁目
  - 長井町
  - 江崎町
  - 長沢町1丁目、2丁目、3丁目、4丁目、5丁目、6丁目、7丁目、8丁目、9丁目、10丁目
  - 安井町1丁目、2丁目、3丁目、4丁目、5丁目、6丁目、7丁目
  - 新長沢町1丁目、2丁目、3丁目、4丁目、5丁目
  - 寿町
  - 小泉町
  - 直江町
  - 南頬町5丁目

- 本来は南中学校の通学区域だが、東中学校、江並中学校への選択も可能な区域
  - 東前町
  - 東前1丁目、2丁目、3丁目、4丁目、5丁目
  - 大井1丁目、2丁目、3丁目、4丁目
  - 禾森1丁目、禾森町2丁目、3丁目
  - 犬ケ渕町
  - 南頬町1丁目（144の1、145、146、147の1、148の1、149の1、167の1、168、169の1、185の2、185の4、186の1、186の2、186の4、187の1から187の4、188、189の1、189の2、195の1から195の3）、4丁目(59の1、60から62の1、62の3から62の6）
  - 田口町

- 本来は江並中学校の通学区域だが、東中学校、南中学校への選択も可能な区域
  - 築捨町1丁目、2丁目、3丁目、4丁目、5丁目
  - 新田町1丁目、2丁目
  - 問屋町

## 進学前小学校
- 東小学校
- 小野小学校通学区域の一部（加賀野1丁目、2丁目、3丁目、4丁目、5丁目、小野1丁目、2丁目、3丁目、4丁目、東町1丁目、2丁目、3丁目、4丁目、波須1丁目、2丁目、3丁目、万石1丁目、2丁目、3丁目、三本木1丁目、2丁目、3丁目、4丁目、大村1丁目、2丁目、上面1丁目、2丁目、3丁目、4丁目、中ノ江1丁目、2丁目、3丁目）
- 安井小学校通学区域の一部（二葉町3丁目（5から15）、4丁目、5丁目、6丁目、7丁目、8丁目、羽衣町3丁目（4から14）、4丁目、5丁目、6丁目、7丁目、8丁目、恵比寿町3丁目（3から11、16）、恵比寿町北4丁目、5丁目、6丁目、7丁目、8丁目、恵比寿町南4丁目、5丁目、6丁目、7丁目、8丁目、花園町3丁目（4から9）、4丁目、5丁目、6丁目、7丁目、8丁目、長井町、江崎町、長沢町1丁目、2丁目、3丁目、4丁目、5丁目、6丁目、7丁目、8丁目、9丁目、10丁目、安井町1丁目、2丁目、3丁目、4丁目、5丁目、6丁目、7丁目、新長沢町1丁目、2丁目、3丁目、4丁目、5丁目、寿町、小泉町、直江町、南頬町5丁目）

### 特別区域
- 希望があれば東中学校への選択も可能。
  - 安井小学校通学区域の一部（東前町、東前1丁目、2丁目、3丁目、4丁目、5丁目、大井1丁目、2丁目、3丁目、4丁目、禾森1丁目、禾森町2丁目、3丁目、新田町1丁目、2丁目、築捨町1丁目、2丁目、3丁目、4丁目、5丁目、犬ケ渕町、南頬町1丁目（144の1、145、146、147の1、148の1、149の1、167の1、168、169の1、185の2、185の4、186の1、186の2、186の4、187の1から187の4、188、189の1、189の2、195の1から195の3）、4丁目（59の1、60から62の1、62の3から62の6）、田口町、築捨町1丁目、2丁目、3丁目、4丁目、5丁目、新田町1丁目、2丁目、問屋町）

## 交通機関
- 名阪近鉄バスソフトピア線「東小前」バス停より徒歩すぐ
  - 大垣駅前バスのりば（大垣駅南）3番のりばより、「ソフトピアジャパン」行き

## 主な出身者
- 立川敬二（NTTドコモ元社長）[6]
- 棚橋弘至（プロレスラー）[要出典]
- 安田隆夫（実業家、 ドン・キホーテ 創業者）
- 小川敏  （ 元大垣市長）
- 山内登 （下呂市長）
- 佐々木泰 （プロ野球選手）